# Alfonso Sánchez Fernández
Alfonso Sánchez Fernández (Sevilla, 11 d'abril de 1978) és un actor, guionista i director de cinema espanyol. Forma el duo humorístic "Los Compadres" amb Alberto López López.

## Biografia
En 1998 es trasllada a Màlaga, on comença els seus estudis compaginant la carrera de Comunicació Audiovisual i els seus estudis d'Art Dramàtic. Comença la seva carrera professional als 18 anys treballant en diferents produccions nacionals i internacionals.
Paral·lelament a la interpretació desenvolupa la seva faceta com a guionista i director i amb només 22 anys fongui la seva pròpia companyia de teatre, ”La polenta”, amb la qual realitza gires per tot el territori espanyol; rebent nombrosos premis. Això ocorre el mateix any en què fongui la seva pròpia productora de cinema, Mundoficcion Producciones S.L., amb la qual realitza 6 curtmetratges en 35mm, amb el suport del Ministeri de Cultura del Govern d'Espanya, de la Conselleria de Cultura de la Junta d'Andalusia i la Ràdio Televisió Andalusa; i que han estat premiats en nombrosos festivals nacionals i internacionals.
El seu primer curt en 35mm com a director i guionista, “La Gota” (2005), ha estat seleccionat com un dels millors cinc curtmetratges de l'any a Espanya per la crítica especialitzada i porta recollits més de 15 premis (Nominat al Melies de Plata en el Festival Internacional de Cinema Fantàstic de Màlaga. -Premi al millor curtmetratge, millor actor i millor director en el 5è Festival de Curtmetratges de Baena. -Premi al millor jove realitzador en el 10è Festival de Curtmetratges de Ciudad Real. -Premi RTVA en el Festival Internacional Almeria en curt. -Premio Prima al millor curtmetratge de temàtica social de Barcelona. -Premi al millor curtmetratge andalús en el Festival de Estepona. -Premi a la millor Fotografia de la Diputació Provincial de Màlaga).
Amb el seu segon curtmetratge “Esto ya no es lo que era” (2009) que forma part del que es dirà “UNA TRILOGIA SEVILLANA”, ha collit diversos premis entre els quals destaca el de Millor Curtmetratge en el Festival Internacional de Curts del Aljarafe, el Premi RTVA a la Creació Audiovisual Andalusa amb el qual va ser guardonat en el Festival de Curtmetratges de Dos Hermanas i un esment especial en el Festival de Curtmetratges d'Antequera.
Les seves inquietuds li han portat a dirigir dos llargmetratges en MiniDv, un d'ells basat en “Edmond” de David Mamet, i a seguir dia a dia investigant amb el treball d'actor.
La seva activitat en la direcció s'ha desenvolupat entre treballs per a la televisió (sèries de ficció “VHS”-pilot-; “Hospital Mirador” –pilot- desenvolupament de la tv-movie “El dia de mañana”) i el cinema (desenvolupament dels llargmetratges “El día de mañana”, “Vidas de diseño, S.A.” i “Jonás el Idiota”).
En 2012 va treballar com a actor a "Grupo 7", ambientada a la Sevilla dels mesos previs a la Expo'92; i com a actor, guionista i director en la pel·lícula "El Mundo es Nuestro",estrenada al juny de 2012, per la qual va guanyar el premi a millor actor en el Festival de Màlaga i el de director revelació que concedeix el Cercle d'Escriptors Cinematogràfics.
En 2014 va participar en la primera temporada de la comèdia televisiva "Allí abajo" emesa per Antena 3 Televisión, on interpreta el paper de Rober, antagonista del personatge interpretat per Jon Plazaola. El 2015 va aactuar a Ocho apellidos catalanes

## Filmografia

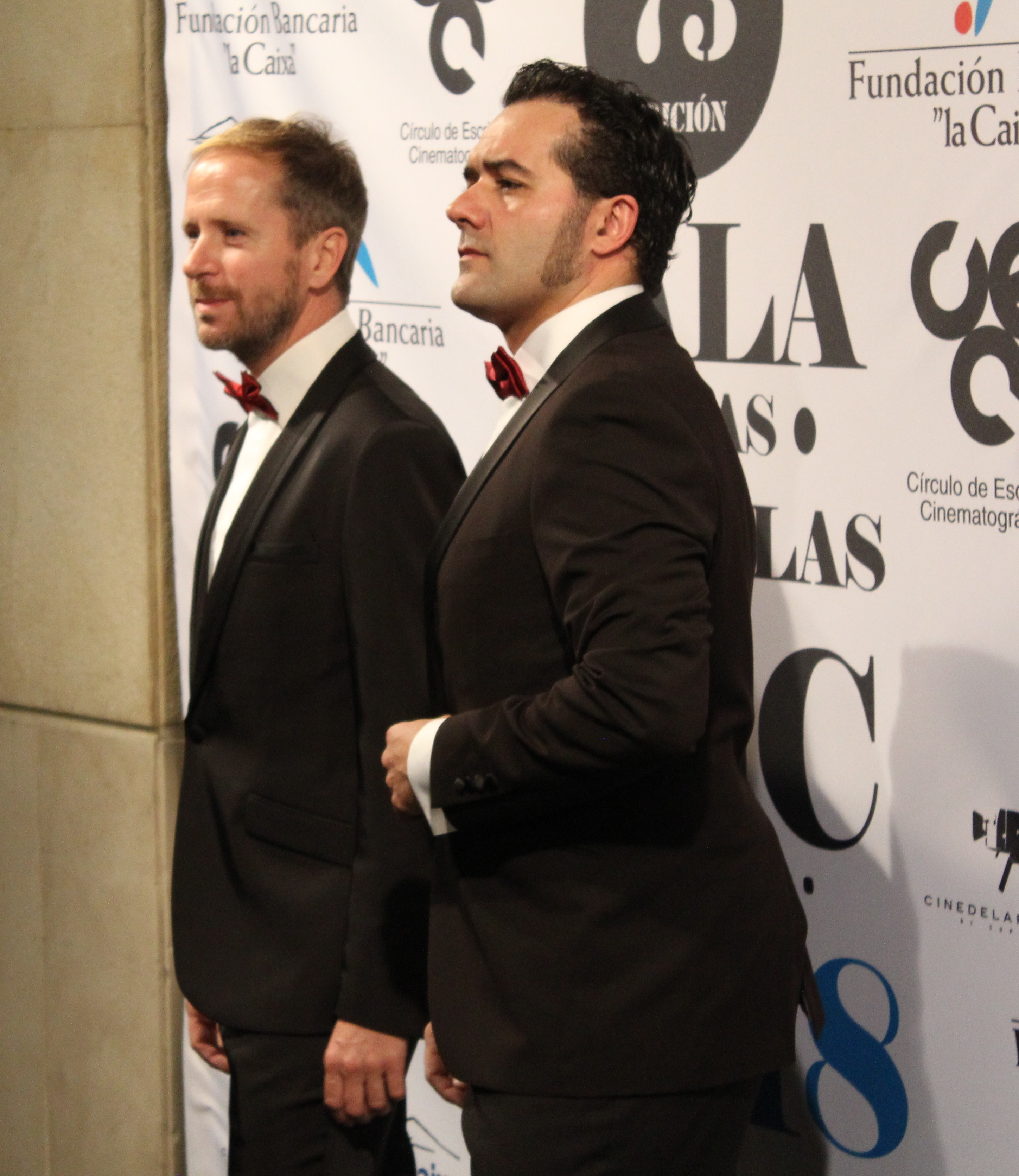
Anmb Alberto López, «Los Compadres»

### Televisió
- 2015-2016: Allí abajo, (com Roberto «Rober» Almenar Llorente). ANTENA 3
- 2015: Las aventuras del Capitán Alatriste. TELECINCO
- 2009: La balada del estrecho. (Tv Movie) Dir. Jaime Botella.
- 2008: El viaje vertical. (Tv Movie) Dir. Ona Planas.
- 2008: Herederos. TVE
- 2008: Hospital Central. TELECINCO
- 2007: Los hombres de Paco. ANTENA 3
- 2006: Arrayán. CANAL SUR
- 2006 Siete días al desnudo. CUATRO
- 2005-2006: El auténtico Rodrigo Leal, (como Rafa). ANTENA 3
- 2006: Aquí no hay quien viva. ANTENA 3.
- 2003-2004: Paco y Veva. TVE
- 2002: London Street. ANTENA 3
- 2001-2002: ¡Ala... Dina!. TVE
- 2000: Policías, en el corazón de la calle. ANTENA 3
- 1999: Plaza alta.

### Cinema
- 2020: Para toda la muerte. Dir. Alfonso Sánchez[8]
- 2019: ¡Ay, mi madre!. Dir. Frank Ariza
- 2018: Contigo no, bicho. Dir. Álvaro Alonso y Miguel Ángel Jiménez
- 2018: El mundo es suyo. Dir. Alfonso Sánchez
- 2016: Ebre, del bressol a la batalla Dir. Román Parrado
- 2015: Todo es color Dir. Gonzalo García Pelayo[9]
- 2015: Ocho apellidos catalanes Dir. Emilio Martínez Lázaro
- 2014: Ocho apellidos vascos Dir. Emilio Martínez Lázaro
- 2013: Cenizas. Dir. Llorenç Castanyer
- 2012: El mundo es nuestro (“El Cabeza”). Dir. Alfonso Sánchez
- 2012: Grupo 7 (Amador). Dir. Alberto Rodríguez
- 2009: Hector y Bruno Dir. Ana Rosa Diego
- 2006: Los managers. Dir. Fernando Guillén Cuervo
- 2006: The Kingdom of Heaven Dir. Ridley Scott
- 2005: Recambios. Dir. Manu Fernández
- 2004: Playa del futuro. Dir. Peter Lightfeld.2003- “Edmundo”. Dr. Alfonso Sánchez.
- 2001: Una pasión singular. Dir. Antonio Gonzalo

### Curtmetratges
- 2009: "Reflexiones veraniegas"
- 2008-2009: “Una Trilogía Sevillana” d'Alfonso Sánchez:
- 2008: “La última Boda”
- 2008: “Los que vigilan”
- 2007: “Pasemos al Plan B”
- 2007: “El Señor Puppe”.
- 2006: “Los diez pasos”.
- 2004: “Días Rojos”.
- 2002: “Go Home”.
- 2002: “El destino”
- 2002: “Feliz año nuevo”, curtmetratge Dr. Alfonso Sánchez.
- 2002: “El orgullo”, curtmetratge Dr. Gonzalo Bendala.
- 2000: - “Sabina, la abuela asesina”, curtmetratge Dr. Alfonso Sánchez.
- 1999: - “Reencarnación” curtmetratge de la Facultad C.C. De la Informació

### Teatre
- 2014/15 – Patente de Corso, una tragicomèdia dirigida per Alfonso Sánchez i protagonitzada per ell mateix amb Alberto López, basada en texts d'Arturo Pérez-Reverte[10]
- 2009 – “Juana de Arco en la Hoguera” de Arthur Honegger dirigida per Josep Pons amb el Cor i l'Orquestra Nacional d'Espanya.
- 2007/08 – “Don Juan Tenorio” de Zorrilla Cia La Imperdible. Don Juan.
- 2004 – “Brothers from another planet” Cia. Trabajamos para usted, Disculpe las molestias. Espectacle de Clown.
- 2003 -Muntatge de l'obra “Carcoma” (Cía. La Polenta) versió contemporània de Gorgojo de Plauto, d'Alberto Conejero i dirigida per Eduardo Fuentes.
- 2002 - Muntatge de “Notas de cocina” (Cía. La Polenta.) de Rodrigo García y dirigida por Eduardo Fuentes.
- 2001 -“Troyanas” de Sèneca, versió de Jorge Semprun dir. Daniel Benoin, Centro Andaluz de Teatro.
- 2000 - A Circuito Andaluz de Teatro amb “Las palabras en la arena” d'Antonio Buero Vallejo, Cía La Maria Teatro.
- 2000 -“Sueño de un sueño de verano”, al Teatro Imperial de Sevilla.